# Axel (kunstrijden)

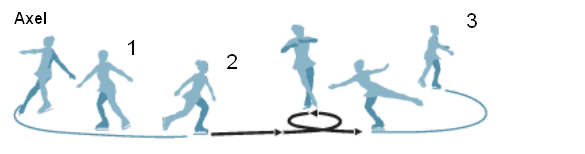
Een enkelvoudige axel

Axel is een onderdeel van de kür bij het kunstschaatsen, vernoemd naar de Noorse schaatser Axel Paulsen (1855-1938). Bij dit onderdeel wordt van de kunstrijder verwacht dat hij/zij een aantal verticale wentelingen maakt in de lucht om vervolgens op één voet weer veilig op de grond te landen. De axel is de enige sprong waarbij voorwaarts, van links op rechts, wordt afgezet, bij alle andere sprongen wordt achterwaarts afgezet. De axel kan enkel-, twee-, drie- of viervoudig worden uitgevoerd. De axel wordt vaak verward met de salchow, een kunstrijelement dat erg veel op de axel lijkt, maar achterwaarts ingezet wordt.